# Adornos Erben
Adornos Erben. Eine Geschichte aus der Bundesrepublik ist ein Buch von Jörg Später, das 2024 im Suhrkamp-Verlag erschien. Darin wird die Geschichte der Kritischen Theorie in der alten Bundesrepublik Deutschland von 1949 bis 1989 geschildert – zwanzig Jahre mit Adorno und zwanzig Jahre ohne ihn. Hauptthema des Buches ist, was aus der Frankfurter Schule nach dem Tod ihres „Meisters“ wurde. Jörg Später schildert es an der Wirkungsgeschichte von zwölf Schülern und Mitarbeitern Adornos. 

## Inhalt
Das Buch beginnt mit der Schilderung der Beerdigung Theodor W. Adornos. Es folgen eine kurze Darstellung der Elemente Kritischer Theorie und 100 Seiten über die Bildung der Frankfurter Schule von 1949 bis 1969.
Jörg Später beschreibt Adornos Schaffensphase nach dessen Rückkehr aus dem Exil als „unwahrscheinliche Erfolgsgeschichte“ der Kritischen Theorie, ihren Niedergang dann aber als „wahrscheinlich“. Nach Adornos Tod sei für die Theorie ein „trostloses Jahrzehnt“ gefolgt: „Sie wurde dezentralisiert, provinzialisiert und verfügte über keinen festen Ort mehr. Es bildeten sich Metamorphosen, die sich in Milieus und Nischen verflüchtigten.“.
Die Metamorphosen der Kritischen Theorie werden anhand der Wirkungsgeschichten von Regina Becker-Schmidt, Gerhard Brandt, Ludwig von Friedeburg, Karl Heinz Haag, Jürgen Habermas, Elisabeth Lenk, Oskar Negt, Helge Pross, Alfred Schmidt, Herbert Schnädelbach, Hermann Schweppenhäuser und Rolf Tiedemann geschildert. Die Auswahl dieser Personen, die zwischen 1949 und 1962 am Institut für Sozialforschung (IfS) studierten und arbeiteten, erfolgte aufgrund ihrer Funktion im „Adorno-Orbit“ oder ihrer Rolle nach 1969. Dazu kommt noch Alexander Kluge, laut Gretel Adorno Freund und „angenommener Sohn“ Adornos.
Als einziger Vertreter der Kritischen Theorie verblieb Alfred Schmidt auf einem Lehrstuhl an der Johann Wolfgang Goethe-Universität in Frankfurt. Gerhard Brandt übernahm die Leitung des Instituts für Sozialforschung (IfS), das sich, inzwischen unabhängig von der Universität, auf Industriesoziologie und Gewerkschaftsforschung spezialisiert hatte. Ludwig von Friedeburg wurde hessischer Kultusminister (1969 bis 1974) und dann wieder Direktor am IfS. Karl Heinz Haag zog sich aus dem akademischen Leben zurück und philosophierte als Privatgelehrter. Jürgen Habermas versuchte erfolglos am Max-Planck-Institut zur Erforschung der Lebensbedingungen der wissenschaftlich-technischen Welt in Starnberg eine Filiale der Frankfurter Schule zu etablieren und kehrte schließlich als Professor nach Frankfurt zurück. Seinem ehemaligen Assistenten Oskar Negt dagegen gelang die Bildung eines „Nestes“ der Kritischen Theorie an der damaligen TU Hannover (inzwischen Gottfried Wilhelm Leibniz Universität), ihm folgten Regina Becker-Schmidt und Elisabet Lenk in die niedersächsische Landeshauptstadt, wo Negt (und im Hintergrund Kultusminister Peter von Oertzen) weitere Adorno-Schüler, wie Detlev Claussen und den langjährigen Adorno-Mitarbeiter Ernst Theodor Mohl versammelte. Bündnispartner Negts waren außerdem die Professoren Jürgen Seifert (Politikwissenschaft) und Peter Brückner (Sozialpsychologie). Über Hannover hinaus galt Negt als Cheftheoretiker der Neuen Linken.
An der damaligen Pädagogischen Hochschule Lüneburg „imitierte“ Hermann Schweppenhäuser sein Idol Adorno, seine Vorlesungen wurden zu gesellschaftlichen Ereignissen. Zu ihm nach Lüneburg stießen im Laufe der Jahre Renate Wieland und Günther Mensching. Auch Christoph Türcke, Eike Geisel und Wolfgang Pohrt kamen dazu, laut Später allesamt „Meister der Polemik“ und im Verlaufe der 1980er „publizistische Spitzenkräfte der bundesdeutschen Debattenszene“. Die Lüneburger Szene stand der „kommunikativen Wende der Kritischen Theorie“ durch Jürgen Habermas in klarer Gegnerschaft gegenüber.
Helge Pross wurde Professorin in Gießen und Siegen und wurde zur von Ministerien und Medien vielgefragten Expertin für sozialpolitische Fragen, insbesondere, was Frauenfragen und Geschlechterverhältnisse anging. Große Reichweite erreichte sie durch Beiträge für das ZDF und die Zeitschrift Brigitte. Medien, wie Später vermerkt, „die man nicht gerade mit der Frankfurter Schule in Verbindung bringt“. Herbert Schnädelbach löste sich von der Kritischen Theorie, wurde Philosophieprofessor an der Universität Hamburg und an der Humboldt-Universität zu Berlin. Von 1988 bis 1990 amtierte er als Präsident der Allgemeinen Gesellschaft für Philosophie in Deutschland. Rolf Tiedemann widmete sich der Herausgeberschaft der Gesamtausgabe von Adorno und (gemeinsam mit Hermann Schweppenhäuser) der Gesamtausgabe von Walter Benjamin. Von 1985 bis 2002 war er Direktor des Adorno Archivs im IfS.
Nach den „Notizen aus der Provinz“ folgt die Darstellung der „öffentlichen Intellektuellen“ Habermas, Negt und Kluge und es wird auf „Varianten des Feminismus“ hingewiesen, an denen Erbinnen maßgeblich mitwirkten. Habermas’ Beiträge zum Positivismusstreit und zur Aufarbeitung der NS-Vergangenheit (Historikerstreit) werden ebenfalls ausführlich geschildert. 
Jörg Späters abschließendes Fazit lautet: Als Lehre und Großtheorie sei die Kritische Theorie in die Jahre gekommen, aber sie habe die intellektuelle und politische Landschaft verändert wie wahrscheinlich keine andere Schule in der Bundesrepublik. Ihr Glutkern – „das Existenzialurteil über die falsche Gesellschaft“ – erlösche nicht, solange es systemische Krisen wie etwa den vom Industriekapitalismus erzeugten Klimawandel gibt. Allerdings habe die Kritische Theorie neben Grundsätzlichem selten praktische Vorschläge zur Einrichtung einer vernünftigen Gesellschaft parat.

## Rezeption
In seiner Rezension für Die Welt meint Jakob Hayner, man könne das Buch ein neues Standardwerk nennen, nur greife das eigentlich zu niedrig. Es sei eine bahnbrechende Ideengeschichte der Frankfurter Schule, die sich wie ein Roman lese. Eines der großen Verdienste des Buches sei es, „die faszinierende Vielstimmigkeit der neumarxistischen, feministischen und philosophischen Diskurse zu zeigen, die von der Frankfurter Schule inspiriert wurden.“ Michael Opitz merkt dagegen bei Deutschlandfunk Kultur an, bei Späters stark personengebundener Darstellungsweise kämen wirkungsgeschichtliche Aspekte eher zu kurz.
In der Neuen Zürcher Zeitung nennt Christian Marty das Buch eine Verfallsgeschichte der Kritischen Theorie und merkt an: „Bezeichnend für den Niedergang der Kritischen Theorie ist, dass unter all den «Adorniten» gerade derjenige das deutsche Geistesleben am nachhaltigsten geprägt hat, der mit des Meisters Werk am wenigsten anfangen konnte, namentlich Habermas. Im Grunde hat dieser die Lehre seines Lehrers vom Kopf auf die Füsse gestellt: An die Stelle des «Nichtidentischen» – in Adornos Werk war radikaler Dissens seit je die zentrale Eigenschaft von unabhängiger Intellektualität – setzte Habermas die «Kommunikation». So kam es, dass in Deutschland auf einmal das Wichtigste war, Konsens, Einigkeit, Verständnis herzustellen.“
In der Frankfurter Rundschau skizziert Michael Hesse die Geschichte der Frankfurter Schule und kommt zum Schluss: Zwei Jahrzehnte lang sei die Frankfurter Schule ein intellektuelles Zentrum der Bundesrepublik gewesen. Dann habe man sich gefragt, ob es sie überhaupt gegeben hat. Laut Habermas sei sie nur ein mediales Konstrukt. „Das mag sein. Auf jeden Fall aber ist Späters Buch ein echter Gewinn für alle, die sich für die Geschichte der Philosophie in der alten Bundesrepublik interessieren und ihre Zeit in Gedanken gefasst verstehen wollen.“
Thomas Meyer lobt in der Süddeutschen Zeitung den unglaublichen Sprachwitz, die Detailversessenheit und den steten Blick auf das große Ziel der Theorie der Gesellschaft Späters. Er führe die Zwölf als Anarchisten, Empiristen, Konservative, Marxisten und Synthetiker vor. So ernst seien Theorien schon lange nicht mehr genommen worden. Und Wolfgang Matz nennt Adornos Erben in der Frankfurter Allgemeinen Zeitung ein rundum überzeugendes, fesselndes Buch.